# Chiesa di Sant'Antonio Abate (Napoli, Pianura)
La chiesa di Sant'Antonio Abate è una chiesa monumentale di Napoli; è sita in zona periferica, nel quartiere Pianura.

## Storia e descrizione
La struttura è dedicata a sant'Antonio abate e fu costruita nel 1872 dal conte Giuseppe de Grassi.
Come altre chiese della zona (vedi anche chiese nuove dei Camaldoli) anche questa qui è stata ricavate nella roccia, precisamente, in una cava di tufo. La chiesa è caratterizzata da affreschi, un altare maggiore e stucchi ornamentali. Inoltre, alcune colonne presenti nella chiesa dividono un altro ambiente; di quest'ultimo, non si sa a cosa servisse.